# جایزه آیزنشتات
جایزه آندره آیزنشتات به دستاوردهای برجسته ریاضیدانان جوان کانادایی در ریاضیات محض یا کاربردی اهدا می‌شود. 
این جایزه از سال ۱۹۹۲ (به جز سال ۱۹۹۴ که جایزه‌ای اهدا نشد) سالانه توسط مرکز تحقیقات ریاضی دانشگاه مونترال اهدا می‌شود. این جایزه شامل یک جایزه ۳۰۰۰ دلاری و یک مدال است. این جایزه به نام André Aisenstadt نامگذاری شده است.

## برندگان
- 2025 کارلو پاگانو [۳] (دانشگاه کنکوردیا)
- ۲۰۲۴ الکساندر کوپرز (دانشگاه تورنتو اسکاربرو)
- ۲۰۲۳ الینا روبوا (دانشگاه بریتیش کلمبیا) و یاکوف شلاپنتوخ-روتمن (دانشگاه تورنتو)
- 2022 یوگنی لیوکومویچ (دانشگاه تورنتو)
- ۲۰۲۱ جولیو تیوزو (دانشگاه تورنتو) و تریستان سی. کالینز (موسسه فناوری ماساچوست)
- 2020 رابرت هاسلهوفر (دانشگاه تورنتو) و اگور شلوخین (دانشگاه مونترال)
- طرح یانیو ۲۰۱۹ (دانشگاه بریتیش کلمبیا)
- ۲۰۱۸ بنجامین راسمن (دانشگاه تورنتو)
- ۲۰۱۷ جیکوب تسیمرمن (دانشگاه تورنتو)
- ۲۰۱۶ آن برادبنت (دانشگاه اتاوا)
- ۲۰۱۵ لویی-پیر آرگوین (دانشگاه مونترال و دانشگاه شهری نیویورک - کالج و مرکز تحصیلات تکمیلی باروک)
- 2014 Sabin Cautis از دانشگاه بریتیش کلمبیا [۴]
- 2013 اسپیروس الکساکیس از دانشگاه تورنتو [۵]
- ۲۰۱۲ مارکو گوالتیری از دانشگاه تورنتو و یانگ-هون کیم از دانشگاه بریتیش کلمبیا
- ۲۰۱۱ جوئل کامنیتزر از دانشگاه تورنتو [۶]
- ۲۰۱۰ عمر آنجل از دانشگاه بریتیش کلمبیا
- ۲۰۰۹ والنتین بلومر از دانشگاه تورنتو
- ۲۰۰۸ جوزف سولیموسی از دانشگاه بریتیش کلمبیا و جاناتان تیلور از دانشگاه مونترال .
- 2007 گرگ اسمیت از دانشگاه کوئینز [۷] و الکساندر هالروید از دانشگاه بریتیش کلمبیا .
- 2006 جوزف پولتروویچ از دانشگاه مونترال [۸] و تای-پنگ تسای از دانشگاه بریتیش کلمبیا
- ۲۰۰۵ راوی وکیل از دانشگاه استنفورد
- ۲۰۰۴ وینایاک واتسال از دانشگاه بریتیش کلمبیا
- ۲۰۰۳ الکساندر برودنی از دانشگاه کلگری
- ۲۰۰۲ جینگ‌یی چن از دانشگاه بریتیش کلمبیا
- 2001 اکهارد ماینرنکن از دانشگاه تورنتو [۹]
- ۲۰۰۰ چانگ‌فنگ گوی از دانشگاه کنتیکت
- ۱۹۹۹ جان تاث از دانشگاه مک‌گیل
- ۱۹۹۸ بوریس آ. خسین از دانشگاه تورنتو
- ۱۹۹۷ لیزا جفری و هنری دارمون از دانشگاه مک‌گیل
- ۱۹۹۶ آدریان استفن لوئیس از دانشگاه کرنل [۱۰]
- ۱۹۹۵ نایجل هیگسون از دانشگاه ایالتی پنسیلوانیا و مایکل جی. وارد از دانشگاه بریتیش کلمبیا
- ۱۹۹۴ بدون جایزه
- ۱۹۹۳ ایان اف. پاتنم از دانشگاه ویکتوریا
- 1992 نیکی کامران از دانشگاه مک گیل